# Luisella Ottolenghi Mortara
Luisella Ottolenghi Mortara (Torino, 6 luglio 1930 – Milano, 1º ottobre 2017) è stata una storica dell'arte italiana, presidente del Centro di Documentazione Ebraica Contemporanea dal 1980 al 2004.
Nata Luisa Bona Mariettina Rachele Ottolenghi, si sposò nel 1957 con Amedeo Mortara, importante personalità ebraica, cofondatore del Movimento federalista europeo.

## Biografia
Figlia di Guido Ottolenghi, partigiano nella zona di Ravenna ma nato a Torino, fu colpita dalle leggi razziali fasciste del 1938; studiò alla scuola ebraica Colonna e Finzi di Torino.
Sfollata con la famiglia a Ravenna si nascose a Cotignola nel 1943-44 riuscendo poi a raggiungere Roma. Dopo la guerra tornò a Torino e si laureò nel 1954 in storia dell’arte bizantina.
Collaborò come studiosa con l’Ecole des Hautes Etudes di Parigi, con diverse università italiane e con la Hebrew University di Gerusalemme.
Riscoprì e studiò approfonditamente le decorazioni miniate dei manoscritti biblici medievali, molti dei quali di origine italiana e organizzò su questi la prima grande mostra presso la Biblioteca Trivulziana di Milano nel 1966. .
Con l’opera Description of Decorated and Illuminated Hebrew manuscripts in the Ambrosiana Library (Il Polifilo, 1972) approfondì queste ricerche, assistita dal biblista e Dottore della Biblioteca Ambrosiana monsignor Enrico Galbiati, diventato prefetto nel 1984.
A queste ricerche dedicò intensi anni di studio, uniti all’impegno universitario in varie sedi a Cagliari e Milano, accompagnati da numerose pubblicazioni che hanno contribuito a far conoscere nel mondo il patrimonio manoscritto dell’Ambrosiana. Collaborò con grandi esperti di paleografia, codicologia e storia dell’arte quali Giuseppe Billanovich, Malachi Beit-Arié e Bezalel Narkiss, dei quali condivise la passione per il confronto costante tra le tecniche, le scritture, la decorazione e le miniature ebraiche e non ebraiche, unendo al rigore analitico un raffinato gusto estetico.
Un altro esempio della collaborazione interdisciplinare, interculturale e interreligiosa che caratterizzava lo spirito dei suoi studi fu il convegno internazionale e la mostra sulle Ketubbòt italiane, che l’Associazione Donne Ebree d’Italia-Women’s International Zionist Organization (ADEI-WIZO) organizzò in Ambrosiana nel 1981 e che portò alla pubblicazione del Catalogo riccamente illustrato nel 1984, a cura dell’Associazione italiana amici dell’Università di Gerusalemme.
Nel 1973 entrò nel consiglio di amministrazione del Centro di Documentazione Ebraica Contemporanea e lo trasformò in un centro di ricerca più strutturato e collegato a una rete scientifica internazionale, divenendone Presidente dal 1980 al 2004.
La sua direzione fu decisiva perché la ricerca sugli ebrei deportati, che mirava a dare a tutti loro un nome e una data, da lungo tempo in cantiere, si concludesse rapidamente nelle salde mani di Liliana Picciotto (Il Libro della Memoria, 1991). La Rassegna Mensile di Israel pubblicò in suo onore nel 2003 due volumi di studi dedicati all’Ebraismo italiano nel Novecento.

Nel quadriennio 1974-78 fu consigliera dell’Unione della Comunità Ebraiche Italiane (UCEI) e si impegnò nel Partito Repubblicano.
Si dedicò al dialogo ebraico-cristiano stringendo amicizia con il cardinale Johannes Willebrands e con il cardinale di Milano Carlo Maria Martini.
Nel 2002 il Presidente della Repubblica Carlo Azeglio Ciampi le conferì l’onorificenza di Grand’Ufficiale al Merito della Repubblica.
Nel 2015 e 2016 l’Ambrosiana le dedicò corsi di codicologia e la più recente mostra ‘’La Parola e l’immagine’’ curata da Claudia Milani, alla cui cerimonia inaugurale il 7 novembre Luisella Mortara Ottolenghi presenziò accanto al prefetto monsignor Franco Buzzi.
 È sepolta nel Cimitero ebraico del Cimitero Maggiore di Milano.